# Kazimierz Badeni
Kazimierz Feliks Badeni, in tedesco Kasimir Felix von Badeni (Surochów, 14 ottobre 1846 – Krasne, 10 marzo 1909), è stato un politico polacco durante l'Impero austro-ungarico.
Di nobile famiglia di origini rumene, conte e ricco latifondista galiziano, si laureò in legge all'università di Cracovia. Svolse un'importante attività politica, fu infatti governatore della Galizia dal 1888 al 1895, quest'ultimo, anno in cui l'imperatore Francesco Giuseppe lo creò primo ministro e ministro dell'Interno.
Nel 1897 rassegnò le dimissioni dalle sue cariche governative, a seguito delle violente reazioni dei nazionalisti tedeschi d'Austria, guidati da Georg von Schönerer e Karl Hermann Wolf, contrari alla sua risoluzione del problema linguistico in Boemia, che causarono la chiusura del parlamento di Vienna.
Al conte Badeni si deve la riforma elettorale del 1896, che estendeva il diritto di voto alla classe operaia, e che consentì l'ingresso al parlamento austriaco dei socialdemocratici.

## Biografia
Kasimir Felix Badeni nacque a Surochów, presso Jarosław (Jaroslau) nel Regno di Galizia e Lodomeria, all'epoca sottoposto al governo austriaco. Era figlio del conte Ladislaus (Władysław) Badeni (1819–1888) e di sua moglie, Cecylia. Badeni studiò legge all'Università Jagellonica di Cracovia ed entrò nel servizio civile austriaco nel 1866, venendo impiegato dapprima al ministero dell'interno e poi a quello dell'agricoltura. Nel 1871 venne nominato commissario di distretto (Bezirkshauptmann) a Żółkiew, e poi a Rzeszów. From 1879 lavorò come consigliere delegato del governatore della Galizia a Cracovia. 
Nel 1866 si ritirò nella propria residenza di campagna, ma due anni dopo venne nominato egli stesso governatore della Galizia da parte dell'imperatore Francesco Giuseppe. Durante la sua reggenza, ebbe un ruolo chiave nel riavvicinare l'élite polacca locale ai ruteni. Devoto alla monarchia asburgica e all'imperatore, si distinse per essere un fervido conservatore.
Suo figlio Ludwik Józef Władysław Badeni sposò Alice Elisabeth Ankarcrona (1889-1985), figlia del nobile svedese Oscar Carl Gustav Ankarcrona. Dopo la morte di Badeni, si risposò in seconde nozze con l'arciduca Carlo Alberto d'Austria.

### Presidente della Cisleitania
Badeni, dopo il fallimento del ministro Alfred III Windisch-Grätz e della sua coalizione composta da conservatori e liberali, divenne a sua volta primo ministro imperiale. Si trovò da subito ad affrontare il problema delle tensioni interne all'impero per le rivalità etniche e per l'azione politica di socialisti e nazionalisti e per questo espresse dei dubbi sul fatto che l'Austria-Ungheria potesse in questo contesto avere la meglio in una battaglia culturale di quella portata. Ebbe a dire che "uno stato di nazionalità diverse non può entrare in guerra se non sapendo di farsi del male."

### La riforma elettorale
Nel 1896 riuscì ad implementare una riforma per il suffragio universale maschile nell'impero, aggiungendo alle quattro classi già presenti di votanti (il cui discrimine era l'ammontare complessivo delle tasse pagate) una quinta.
La riforma elettorale ebbe come effetto anche quello di aggiungere 72 altri seggi ai 425 già presenti nella camera bassa nel Reichsrat e gran parte di questi andarono ai social-democratici, ai populisti ed ai nazionalisti tedeschi.

### Conflitto sulla lingua ufficiale

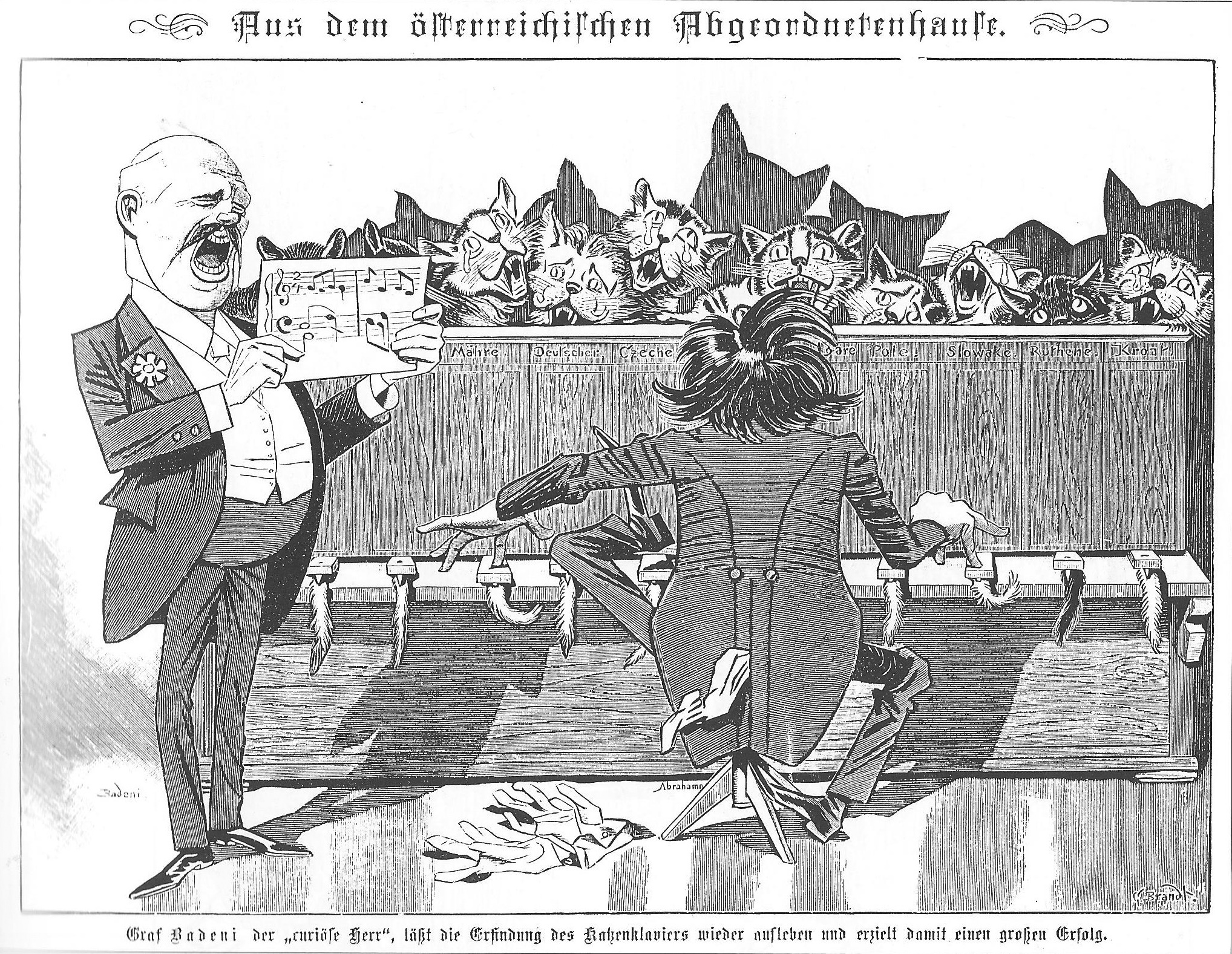
Il conte Badeni, il "gentleman curioso", riprende l'invenzione del pianoforte a gatti e ottiene un gran successo. Caricatura pubblicata nel Kladderadatsch (1897)

Badeni, nel tentativo di ottenere il supporto dei Partito dei Giovani Cechi, tenne il discorso al Reichsrat in boemo. Nella sua ordinanza del 5 aprile 1897 dichiarò "che il ceco e il tedesco siano le lingue per il 'servizio interno' in tutta la Boemia." Questo avrebbe previsto che i servitori dello stato avrebbero dovuto conoscere il ceco e il tedesco in Boemia. I tedeschi in Boemia si sentirono oltraggiati, dal momento che questo avrebbe escluso la maggior parte di loro dagli affari di governo; i cechi, infatti, imparavano il tedesco a scuola, ma i tedeschi solitamente non avevano nozioni di lingua ceca.
Sul finire del XIX secolo, i germanofoni nell'Impero austro-ungarico erano intenzionati a far sì che l'impero mantenesse un carattere prevalentemente tedesco come stabilito dalla germanizzazione voluta da Giuseppe II del Sacro Romano Impero un secolo prima e pertanto continuavano a resistere alle richieste di riconoscimento linguistico da parte di altri gruppi linguistici. L'ordinanza di Badeni venne vista dai germanofoni come l'ultima di una serie di concessioni e lo stesso Badeni non si disse pronto alla sequela di animose proteste che gli vennero mosse alle riforme da lui promulgate.
La frangia del partito nazionalista tedesco capeggiato da Georg Schönerer, nella speranza di destabilizzare l'impero ed unire le terre tedesche dell'Austria al neonato Impero tedesco, scoppiò in proteste violente. Anche se gran parte dei tedeschi d'Austria non aveva simpatie per la causa del partito nazionalista, questi scesero comunque in piazza in tutto l'impero nella speranza di far ritirare l'ordinanza del primo ministro. L'ostruzionismo mosso dai nazionalisti tedeschi fu tale da rallentare e bloccare gli affari del Reichsrat e con rivolte a Vienna, a Graz, a Salisburgo e nelle province alpine. A Praga si rese necessario imporre la legge marziale.

### Le dimissioni
Piagato dai tumulti politici, nel novembre del 1897, l'imperatore Francesco Giuseppe, terrorizzato dalle agitazioni di massa dei principali segmenti della società, decise di far dimettere Badeni. La sua caduta, ad ogni modo, non pose fine ai problemi politici ed etnici interni all'impero per diversi anni, mentre il Reichsrat si radunò occasionalmente, ed il governo governò perlopiù con decreti d'emergenza. L'ordinanza di Badeni venne ritirata definitivamente nel 1899 con dispiacere dei cechi e con compiacimento dei nazionalisti tedeschi.
Alcuni commentatori d'epoca dissero che Badeni non aveva la preparazione necessaria per fare il primo ministro nell'Austria-Ungheria e che provenendo dalla Galizia non conosceva ancora accuratamente le dinamiche politiche della parte occidentale dell'Impero. In cuor suo del resto Badeni credeva fermamente nel fatto che i cechi stessero crescendo in una vera e propria nazione con proprie ambizioni nazionalistiche e che ben presto anche la Boemia avrebbe finito per proporre una soluzione simile a quella adottata di recente con l'Ungheria.